# Bernd Voß

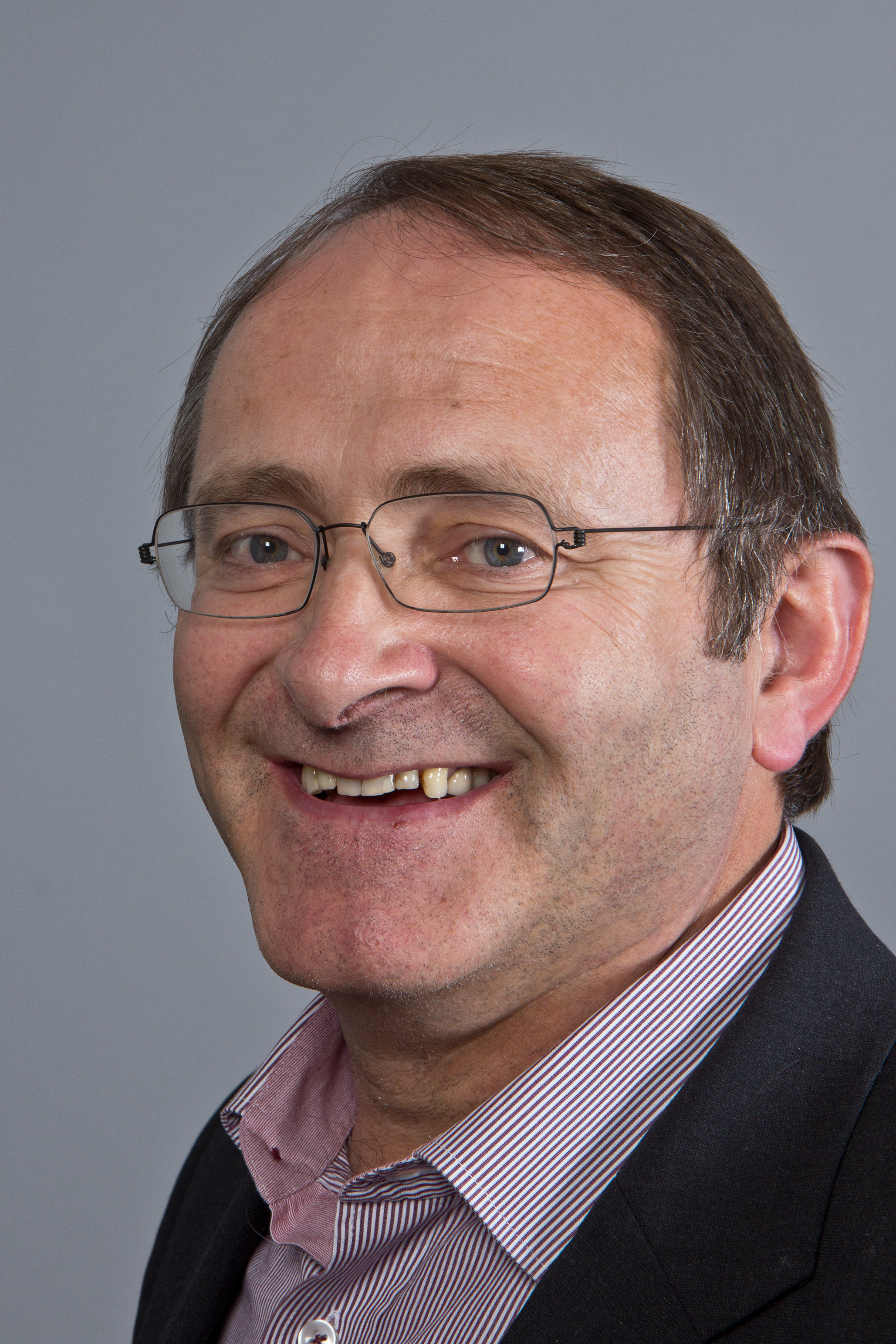
Bernd Voß (2013)

Bernd Voß (* 28. Juni 1954 in Wewelsfleth) ist ein deutscher Landwirt und Politiker (Bündnis 90/Die Grünen). Von 2009 bis 2022 war er Abgeordneter im Landtag Schleswig-Holstein.

## Beruf
Voß legte 1976 sein Examen zum Diplom-Ingenieur (Landbau) ab und ist seitdem als selbstständiger Landwirt tätig. Seit 2007 ist er Gesellschafter der Wilstermarsch Energie: Trockenbiogasanlage für Grünschnitt und Solarenergie.

## Politik und Ehrenamt
Sein politisches Engagement begann 1973 bei der Bürgerinitiative gegen das Kernkraftwerk Brokdorf. Er war von 1975 bis 1977 stellvertretender Vorsitzender der Landjugend in Schleswig-Holstein, 1980 Gründungsmitglied der Grünen im Kreisverband Steinburg und dort unter anderem als Kreisgeschäftsführer und Vorstandsmitglied aktiv. Seit 2005 ist er Sprecher der Grünen Bundes- und Landesarbeitsgemeinschaften ländliche Entwicklung und Landwirtschaft und seit 2006 Mitglied im Bundesvorstand des Agrarbündnis e. V.

## Wahlämter
Von 1994 bis 2003 war er für die Grünen Abgeordneter des Steinburger Kreistages und hatte dort von 1994 bis 1998 das Amt des stellvertretenden Kreisrates und von 1998 bis 2003 das des Fraktionsvorsitzenden inne. Er war von 2002 bis 2006 Mitglied des Wirtschafts- und Sozialausschusses der Europäischen Union.
Bei der Landtagswahl in Schleswig-Holstein 2009 zog er über die Landesliste von BÜNDNIS 90/Die Grünen in den Schleswig-Holsteinischen Landtag ein und wurde dort Vorsitzender des Europaausschusses. Nach seinem Wiedereinzug in den Landtag bei der Wahl 2012 verlor er den Vorsitz, blieb aber als einfaches Mitglied im Europaausschuss und wurde zudem Mitglied im Agrarausschuss. Bei der Wahl 2017 wurde er über Platz 2 der Landesliste in den Landtag gewählt. Bernd Voß war von 2017 bis 2019 stellvertretender Fraktionsvorsitzender und war Sprecher für Klima, Energie, Landwirtschaft und ländlicher Raum und Europa in der Landtagsfraktion. Ab Januar 2020 war er der Vertreter für Schleswig-Holstein im Europäischen Ausschuss der Regionen. Hier war er Mitbegründer und Co-Vorsitzender der Grünen Gruppe.
Bei der Landtagswahl 2022 trat er nicht mehr an.

## Privates
Voß ist verheiratet und Vater eines Kindes. Er ist evangelischer Konfession.